# Alara Kalesi
Alara Kalesi (deutsch: Burg Alara) ist eine Burganlage rund 37 Kilometer westlich der türkischen Stadt Alanya in der Provinz Antalya. Die Anlage wurde zu byzantinischer Zeit erbaut, war dann westlicher Vorposten des Königreichs Kleinarmenien und hatte später den Zweck, die Sicherheit der durchziehenden Karawanen zu gewährleisten. Die Burg liegt auf einem steilen Hügel am Fluss Alara und war nahezu uneinnehmbar. Dennoch fiel sie 1232 den Seldschuken in die Hände, als der Burgherr aufgab, nachdem er davon erfahren hatte, dass die Stadt Alanya Kai Kobad I. in die Hände gefallen war.